# Werkmannhaus
Das Werkmannhaus ist eine Schutzhütte der Sektion Schwaben des Deutschen Alpenvereins (DAV). Sie liegt auf der Schwäbischen Alb in Deutschland. Es handelt sich um eine Selbstversorgerhütte ohne Bewirtschaftung.

## Geschichte
Das Werkmannhaus wurde 1956 bis 1957 von der Sektion Schwaben des Deutschen Alpenvereins (DAV) erbaut und nach dem Sektionsmitglied, Karl Werkmann, benannt. Im Oktober 1957 konnte das Werkmannhaus seiner Bestimmung als Jugendhütte der Sektion Schwaben übergeben werden und wird seit diesem Zeitpunkt von der Jugendmannschaft betreut.

## Lage
Das Werkmannhaus befindet sich in Sirchingen im Landkreis Reutlingen.

## Zustieg
- Ein Parkplatz befindet sich beim Haus.

## Hütten in der Nähe
- Harpprechthaus, Selbstversorgerhütte (800 m ü. NHN)
- Stuttgarter Albhaus, Selbstversorgerhütte (758 m ü. NHN)[3]

## Tourenmöglichkeiten
- Vom Werkmannhaus zum Sirchinger Wasserfall, 7,6 km, 2,15 Std.
- Vom Werkmannhaus zur Ruine Hohenwittlingen, 16,1 km, 5,5 Std.
- Vom Werkmannhaus zur Ruine Hohenurach und zum Uracher Wasserfall, 14,1 km, 4,5 Std.
- 17 – Schorrenbuckel, 3,3 km, 0,75 Std.[4]

## Klettermöglichkeiten
- Lenninger Alb[5]

## Skitouren Langlauf
- Wintertouren in Bad Urach[6]

## Karten
- Kletterführer Lenninger Alb; Panico Alpinverlag, ISBN 978-3-95611-002-3
- W243 Bad Urach – Großes Lautertal (West), Zwiefalten: Wanderkarte 1:25.000 (Wanderkarten 1:25.000) Landkarte – Gefaltete Karte ISBN 978-3947486007